# Virtua Racing Deluxe
Virtua Racing Deluxe is een computerspel voor het platform Sega 32X. Het spel werd uitgebracht in 1994. 